# Slice O Life - Solo Live
Slice O Life - Solo Live è il ventisettesimo album di Bruce Cockburn, pubblicato dalla True North Records nel 2009. Il disco fu registrato dal vivo tra il 14 ed il 25 maggio 2009 a: Northampton (Massachusetts), Boston (Massachusetts), Ithaca (New York), Sellersville (Pennsylvania), Londonderry (New Hampshire), Portland (Maine), Brookfield (New Hampshire), Rouen (Quebec).

## Tracce
Disco 1
1. Intro - Applause – 0:46
2. World of Wonders – 5:59 (Bruce Cockburn)
3. Lovers in a Dangerous Time – 4:36 (Bruce Cockburn)
4. Mercenary Story – 3:07 (Bruce Cockburn)
5. See You Tomorrow – 4:41 (Bruce Cockburn)
6. Last Night of the World – 4:52 (Bruce Cockburn)
7. How I Spent My Fall Vacation – 6:17 (Bruce Cockburn)
8. Tibetan Side of Town – 6:29 (Bruce Cockburn)
9. Pacing the Cage – 5:05 (Bruce Cockburn)
10. Bearded Folk Singer Story – 1:17 (Bruce Cockburn)
11. End of All Rivers – 5:47 (Bruce Cockburn)
12. Soul of a Man – 4:20 (Blind Willie Johnson, arrangiamento di Bruce Cockburn)

Disco 2
1. Wait No More – 5:49 (Bruce Cockburn)
2. City Is Hungry – 5:50 (Bruce Cockburn)
3. Put It in Your Heart – 5:11 (Bruce Cockburn)
4. Tramps in the Street Story – 1:27 (Bruce Cockburn)
5. Wondering Where the Lions Are – 4:49 (Bruce Cockburn)
6. If a Tree Falls – 6:08 (Bruce Cockburn)
7. Celestial Horses – 7:48 (Bruce Cockburn)
8. If I Had a Rocket Launcher – 5:47 (Bruce Cockburn)
9. Child of the Wind – 4:41 (Bruce Cockburn)
10. Tie Me at the Crossroads – 3:45 (Bruce Cockburn)
11. String Warm-Up (Including a bit of : The Trains Don't Run Here Anymore) – 8:43 – Soundcheck
12. Kit Carson – 4:53 (Bruce Cockburn) – Soundcheck
13. Mama Just Wants to Barrelhouse All Night Long – 5:06 (Bruce Cockburn) – Soundcheck

## Musicisti
- Bruce Cockburn  - voce, chitarre